# Lijst van voetbalinterlands Rwanda - Somalië
Deze lijst van voetbalinterlands is een overzicht van alle officiële voetbalwedstrijden tussen de nationale teams van Rwanda en Somalië. De landen hebben tot op heden zes keer tegen elkaar gespeeld. De eerste ontmoeting, een kwalificatiewedstrijd voor de Afrika Cup 1984, vond plaats op 19 september 1982 in Mogadishu. Het laatste duel, een groepswedstrijd tijdens de CECAFA Cup 2009, werd gespeeld in Nairobi (Kenia) op 29 november 2009.

## Wedstrijden
| № | Plaats      | Datum             | Competitie                   | Wedstrijd        | Uitslag |
| - | ----------- | ----------------- | ---------------------------- | ---------------- | ------- |
| 1 | Mogadishu   | 19 september 1982 | Afrika Cup 1984 kwalificatie | Somalië − Rwanda | 0 − 1   |
| 2 | Kigali      | 8 december 2001   | CECAFA Cup 2001              | Rwanda − Somalië | 3 − 0   |
| 3 | Arusha      | 3 december 2002   | CECAFA Cup 2002              | Rwanda − Somalië | 1 − 0   |
| 4 | Addis Abeba | 27 november 2006  | CECAFA Cup 2006              | Rwanda − Somalië | 3 − 0   |
| 5 | Kampala     | 5 januari 2009    | CECAFA Cup 2008              | Rwanda − Somalië | 3 − 0   |
| 6 | Nairobi     | 29 november 2009  | CECAFA Cup 2009              | Rwanda −Somalië  | 1 − 0   |

## Samenvatting
| Competitie              | Totaal gespeeld | Winst Rwanda | Gelijk | Winst Somalië | Doelsaldo Rwanda – Somalië |
| ----------------------- | --------------- | ------------ | ------ | ------------- | -------------------------- |
| Afrika Cup-kwalificatie | 1               | 1            | 0      | 0             | 1 − 0                      |
| CECAFA Cup              | 5               | 5            | 0      | 0             | 11 − 0                     |
| Totaal                  | 6               | 6            | 0      | 0             | 12 − 0                     |

FERWAFA · Rwandees vrouwenelftal
1976 – 1989 · 
1990 – 1999 · 
2000 – 2009 · 
2010 – 2019 ·
2020 − 2029
Algerije ·
Angola ·
Benin ·
Botswana ·
Burundi ·
Centraal-Afrikaanse Republiek ·
Congo-Brazzaville ·
Congo-Kinshasa ·
Djibouti ·
Egypte ·
Equatoriaal-Guinea ·
Eritrea ·
Ethiopië ·
Gabon ·
Ghana ·
Guinee ·
Ivoorkust ·
Kaapverdië ·
Kameroen ·
Kenia ·
Lesotho ·
Liberia ·
Libië ·
Madagaskar ·
Malawi ·
Mali ·
Marokko ·
Mauritanië ·
Mauritius ·
Mozambique ·
Namibië ·
Nigeria ·
Oeganda ·
Senegal ·
Seychellen ·
Soedan ·
Somalië ·
Tanzania ·
Togo ·
Tunesië ·
Zambia ·
Zimbabwe ·
Zuid-Afrika ·
Zuid-Soedan
SFF · A-internationals
1970-1979 ·
1980-1989 ·
1990-1999 ·
2000-2009 ·
2010-2019 ·
2020-2029
1972 ·
1973 · 
1974 · 
1975 · 
1976 · 
1977 · 
1978 · 
1979 ·
1980 · 
1981 ·
1982 · 
1983 · 
1984 · 
1985 · 
1986 · 
1987 ·
1988 ·
1989 ·
1990 ·
1991 ·
1992 ·
1993 ·
1994 · 
1995 · 
1996 ·
1997 ·
1998 ·
1999 · 
2000 · 
2001 · 
2002 · 
2003 · 
2004 · 
2005 · 
2006 · 
2007 · 
2008 · 
2009 · 
2010 · 
2011 · 
2012 ·
2013 ·
2014 ·
2015 ·
2016 ·
2017 ·
2018 ·
2019 ·
2020 ·
2021 ·
2022 ·
2023
Algerije ·
Botswana ·
Burundi ·
China ·
Djibouti ·
Egypte ·
Eritrea ·
Ethiopië ·
Ghana ·
Guinee ·
Kameroen ·
Kenia ·
Libanon ·
Malawi ·
Marokko ·
Mauritanië ·
Mozambique ·
Niger ·
Oeganda ·
Oman ·
Rwanda ·
Sierra Leone ·
Soedan ·
Swaziland ·
Tanzania ·
Tunesië ·
Zambia ·
Zimbabwe ·
Zuid-Soedan